# Scott O'Dell
Pour les articles homonymes, voir O'Dell.
 (février 2015).
Si vous disposez d'ouvrages ou d'articles de référence ou si vous connaissez des sites web de qualité traitant du thème abordé ici, merci de compléter l'article en donnant les références utiles à sa vérifiabilité et en les liant à la section « Notes et références ».
Scott O'Dell, né le 23 mai 1898 à Los Angeles en Californie, et mort le 15 octobre 1989 à Mount Kisco dans l'État de New-York, est un écrivain américain pour la jeunesse. Il est lauréat du prestigieux prix international, le Prix Hans-Christian-Andersen, catégorie Écriture, en 1972.

## Biographie
Scott O'Dell nait Odell Gabriel Scott, sur Terminal Island à Los Angeles, fils de May Elizabeth Gabriel et Bennett Mason Scott. Il fréquente plusieurs universités, dont Occidental College en 1919, l'université de Wisconsin–Madison en 1920, l'université Stanford en 1920-1921, et l'université de Rome « La Sapienza » en 1925. Lors de la seconde Guerre mondiale, il sert dans l'U.S. Air Force. 
Avant de devenir un auteur à plein temps, il travaille à Hollywood comme cameraman et directeur technique, critique de livres pour le Los Angeles Mirror et pour le Los Angeles Daily News. C'est à cette période qu'un rédacteur change son nom en Scott O'Dell, que l'intéressé apprécia beaucoup et qu'il prend comme nom légal.
O'Dell commence à écrire des fictions pour adultes et des articles en 1934. À la fin des années 1950, il commence à écrire pour la jeunesse. L'Île des dauphins bleus obtient la médaille Newbery en 1961. Il reçoit le prix Hans Christian Andersen en 1972. En 1976, il reçoit la médaille d'argent de l'université de Southern Mississippi, et la médaille Regina en 1978.
En 1981, il crée le prix Scott O'Dell de la fiction historique, un prix de 5000 dollars qui récompense des œuvres de fiction historique. En 1986, le Bulletin of the Center for Children’s Books attribue ce prix à Scott O'Dell lui-même.
Scott O’Dell meurt d'un cancer de la prostate le 15 octobre 1989 à l'âge de 91 ans.
Il est connu en France pour son roman The King's Fifth (titre traduit en français par La Route de l'or), basé sur la quête des sept cités d'or et qui inspire la célèbre série animée Les Mystérieuses Cités d'or. Le roman, paru en 1966, et la série, dont le scénario est entièrement réécrit, présentent de nombreuses dissemblances. Seuls le thème général et certains personnages se retrouvent dans les deux œuvres. Le récit d'O'Dell est d'un réalisme assez sombre, dépeignant la cupidité des conquérants espagnols du Nouveau monde, et une fin malheureuse pour les héros.

## Œuvres traduites en français
- L'Île des dauphins bleus (Island of the Blue Dolphins, 1960), GP, 1966, 1980 ; Pocket jeunesse, 2004.
- La Perle noire (The Black Pearl, 1967), Hachette , 1979.
- Carlotta, l'héroïne de Californie (Carlotta, 1977), Hachette, 1979.
- L'Enigme de l'Amy Foster, Flammarion "Castor poche", 1985.
- La Dernière tentation de saint François (The Road to Damietta, 1985), Médium, 1986 ; l'Ecole des loisirs , 1991.
- Complainte de la lune basse (Sing Down the Moon), Flammarion , 1988.
- Étoile noire, aube claire, (Black Star, Bright Dawn, 1988), l'École des loisirs , 1989.
- Le Défi d'Alexandra (Alexandra, 1984), Flammarion "Castor poche", 1990.
- Intrépide Sarah (Sarah Bishop, 1980), Flammarion , 1991.
- La Route de l'or (The King's Fifth, 1966), Flammarion , 1993.
- Moi, Angelica, esclave, (My Name is not Angelica, 1989), Flammarion , 1998.

## Prix et distinctions
- 1961 : Médaille Newbery pour Island of the Blue Dolphins (L'Île des dauphins bleus)
- 1962 : (international) « Honor List »[2], de l' IBBY, pour Island of the Blue Dolphins (L'Île des dauphins bleus)
- 1963 : Deutscher Jugendliteraturpreis pour Island of the Blue Dolphins (L'Île des dauphins bleus)
- 1967 : Finaliste Médaille Newbery pour The King's Fifth (La Route de l'or)
- 1968 : Finaliste Médaille Newbery pour The Black Pearl
- 1971 : Finaliste Médaille Newbery pour Sing Down the Moon
- 1972 : Prix Hans-Christian-Andersen, catégorie Écriture
- 1978 : Médaille Regina (en)